# 킬러 인 브뤼셀
《킬러 인 브뤼셀》(프랑스어: Tueurs)은 2017년 공개된 프랑스의 스릴러 영화이다.

## 출연
주연
- 루브나 아자발 - 루시 테슬라 역
- 올리비에 구르메 - 프랑크 발켄 역

조연
- 케빈 얀센스 - 빅 역
- 보리 라네스 - 대니 역
- 티보 반덴보르레 - 산토 역
- 안 코에상 - 헬레네 역